# Lamprohiza
Lamprohiza es un género de luciérnagas de la familia Lampyridae.

## Especies
- Lamprohiza boieldieui Jacquelin du Val, 1859
- Lamprohiza delarouzei Jacquelin du Val, 1859
- Lamprohiza foliacea Baudi, 1871
- Lamprohiza germari Küster, 1844
- Lamprohiza morio Baudi, 1875
- Lamprohiza mulsanti Kiesenwetter, 1850[2]
- Lamprohiza paulinoi Olivier, 1884[3]
- Lamprohiza splendidula Linnaeus, 1767[4]